# 透明脆蛤
透明脆蛤（学名：Raeta pellicula），是帘蛤目马珂蛤科勒特蛤属的一种。主要分布于韩国、中国大陆，常栖息在潮间带。